# Michael Doleac
Michael Scott Doleac (né le 15 juin 1977 à San Antonio, Texas), est un ancien joueur américain de basket-ball ayant dernièrement évolué aux Timberwolves du Minnesota en NBA. Il mesure 2,11 m et joue au poste de pivot.

## Biographie
Il est diplômé de l'université de l'Utah en 1998. Après quatre années dans l'équipe universitaire des Utah Utes, il se situe parmi les dix meilleurs joueurs de l'histoire de l'université dans 3 catégories : 10e au nombre de points (1 519 points), 8e au nombre de rebonds (886) et 4e au nombre de lancer-francs inscrits (472). Doleac est sélectionné au 12e rang de la draft 1998 par le Magic d'Orlando. Il est nommé dans la NBA All-Rookie Second Team en 1999. Il y reste jusqu'en 2001, puis est transféré aux Cavaliers de Cleveland où il reste une saison, avant de partir aux Knicks de New York. Il est transféré au cours de la saison 2004-2005 aux Nuggets de Denver . Il rejoint ensuite le Heat de Miami en 2005 avec qui il remporte le titre de champion. En 2007, il est transféré aux Timberwolves du Minnesota .
Il a déclaré qu'il désirait devenir médecin une fois sa carrière NBA achevée.